# Porsena

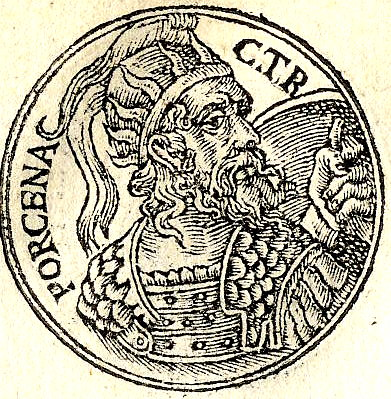
Porsena

Porsena era rei da cidade etrusca de Clúsio, quando o rei Tarquínio, o Soberbo foi expulso de Roma. O fugitivo veio pedir-lhe asilo e Porsena aproveitou-se da ocasião para fazer guerra à Roma.
Segundo a lenda romana, no ano de 507 a.C., o rei cercou a cidade e, provavelmente, teria entrado nela se Horácio Cocles não o tivesse impedido, defendendo a ponte pela qual o inimigo iria atravessar o Tibre. Da luta teria participado o valoroso romano Caio Múcio Cévola. Deste episódio faz parte a história de Clélia, a virgem romana prisioneira no acampamento real que conseguiu fugir atravessando o Tibre a nado. 
Entretanto, segundo o historiador Niebuhr, Porsena não só venceu os romanos como lhes arrebatou a terça parte do território, impondo-lhes a ocupação das tropas etruscas por algum tempo.
O historiador Plínio, o Velho em sua História Natural cita o monumental túmulo de Porsena, exemplo de construção etrusca de requintadas características arquitetônicas e artísticas.
1. ↑  «Roma Antiga | Infopédia»